# Sylvie Deniau
Pour les articles homonymes, voir Deniau.
Sylvie Deniau (née le 12 avril 1919 à Tours et morte le 30 septembre 1978 à Cormery,) est une actrice de théâtre, de cinéma et de télévision, active dans les années 1950 à 1970.

## Filmographie
- 1950 : Un homme marche dans la ville
- 1951 : On murmure dans la ville
- 1953 : Virgile de Carlo Rim : Tosca[3]
- 1968 : L'Homme de l'ombre de Guy Jorré, épisode Le Condamné à mort (télévision)
- 1972 : La Malle de Hambourg (télévision)
- 1974 : Deux Grandes Gueules (I bestione) de Sergio Corbucci
- 1976 : Gribouille: la voix

## Doublage

### Cinéma
- Lizabeth Scott dans : 
  - L'Homme aux abois (1949) : Kay Lawrence
  - La Main qui venge (1950) : Fanny (voix parlée; chant = Irène Hilda)
  - Montagne rouge (1951) : Chris

- Jan Sterling dans : 
  - La Mère du marié (1951) : Betsy Donaldson
  - Échec au hold-up (1951) : Dodie
  - Le Triomphe de Buffalo Bill (1953) : Denny Russell

- Angela Lansbury dans :
  - Les Trois Mousquetaires (film, 1948) (1948) : Anne d'Autriche
  - Samson et Dalila (1949) : Semadar

- Silvana Pampanini dans : 
  - L'Épervier du Nil (1950) : Leila
  - Les Coupables (1952) : Liliana Ferrari

- Jean Stapleton dans :
  - Escalier interdit (1967) : Sadie Finch
  - Klute (1971) : la secrétaire de Goldfarb

- 1939[4] : Autant en emporte le vent : India Wilkes (Alicia Rhett)
- 1940[5] : Correspondant 17 : Carol Fisher (Laraine Day)
- 1944[6] : La Route semée d'étoiles : Genevieve Linden (Risë Stevens)
- 1947 : Meurtre en musique : Phyllis Talbin (Patricia Morison)
- 1950 : La Tour blanche : Carla (Catherine en VF) Alton (Alida Valli)
- 1950 : C'étaient des hommes : une épouse de blessé (Virginia Christine)
- 1951 : La Flibustière des Antilles : capitaine Anne Providence (Jean Peters)
- 1951 : L'Inconnu du Nord-Express : Miriam Joyce Haines (Laura Elliott)
- 1951 : Espionne de mon cœur : Lily Dalbray (Hedy Lamarr)
- 1951 : Plus fort que la loi : Lily (Claire Trevor)
- 1953 : L'aventure est à l'ouest : Joan Britton (Faith Domergue)
- 1955 : Le Seigneur de l'aventure : Beth Throgmorton (Joan Collins)
- 1955 : Rhapsodie royale : Marta Karillos (Anna Neagle)
- 1956 : Les Dix Commandements : Bithiah (Nina Foch)
- 1957 : Règlements de comptes à O.K. Corral : Laura Denbow (Rhonda Fleming)
- 1958 : Je pleure mon amour : Jonesy (Jane Welsh)
- 1959 : En lettres de feu : la blonde sortant du bureau de Novak (Kathy Marlowe)
- 1959 : Les temps sont durs pour les vampires : Letizia (Lia Zoppelli)
- 1959 : Les Chemins de la haute ville : Elspeth (Hermione Baddeley)
- 1960 : La Vengeance d'Hercule : Déjanire (Leonora Ruffo)
- 1960 : La Novice : Clara (Elsa Vazzoler)
- 1960 : La Princesse du Nil : La grande prêtresse (Andreina Rossi)
- 1960 : Rewak le Rebelle : La princesse Tiranha (Milly Vitale)
- 1960 : Cinq Femmes marquées : Jovanka (Silvana Mangano)
- 1961 : Les Frères corses : Luisa Dupont (Laura Solari)
- 1961 : Diamants sur canapé : "2-E" Mrs Failenson (Patricia Neal)
- 1961 : Le Colosse de Rhodes : Mirté (Mabel Karr)
- 1961 : Hercule contre les vampires : Aretusa (Marisa Belli)
- 1961 : Mary la rousse, femme pirate : Mary Read (Lisa Gastoni)
- 1961 : Les Pirates de la nuit : Maman (Katherine Kath)
- 1961 : Konga : Margaret (Margo Johns)
- 1961 : Il a suffi d'une nuit : Marge Coombs (Norma Crane)
- 1962 : Les Conquérants héroïques : Amata (Lula Selli)
- 1962 : Par le fer et par le feu : Horpyna (Eleonora Vargas)
- 1962 : Qu'est-il arrivé à Baby Jane ? : Blanche Hudson (Joan Crawford)
- 1963 : Hercule contre Moloch : Demetra , reine de Mycenes (Rosalba Neri)
- 1963 : L'Étrange Mort de Miss Gray : Maude Klein (Rosalie Crutchley)
- 1963 : Le Manoir maudit : la comtesse Elizabeth (Flora Carosello)
- 1964 : Ne m'envoyez pas de fleurs : Linda Bullard (Patricia Barry) et Cora (Aline Towne)
- 1964 : X3, agent secret : Lorna (Jill Melford)
- 1965 : Les Chemins de la puissance : Margaret Brown (Ambrosine Phillpotts)
- 1965 : L'Appât de l'or noir : Mme Ebersbach (Antje Weisgerber (de))
- 1965 : Sherlock Holmes contre Jack l'Éventreur : Angela Osborne (Adrienne Corri)
- 1966 : Détective privé : Betty Fraley (Julie Harris)
- 1966 : Un mort en pleine forme : La dame baptisant le bateau Répulsion (Totti Truman Taylor)
- 1966 : Quatre Dollars de vengeance : Señora Spencer (Gardenia Polito)
- 1968 : Roméo et Juliette : Dame Montaigu (Esmeralda Ruspoli)
- 1969 : Reivers : Tante Callie (Vinette Carroll)
- 1969 : Le Retour de Frankenstein : Ella Brandt (Maxine Audley)
- 1969 : L'Arrangement : L'infirmière Costello (Ann Doran)
- 1969 : Les Intouchables : Joni Adamo (Florinda Bolkan)
- 1970 : Campus : Mme Stebbins (Irene Tedrow)
- 1970 : Une fille dans ma soupe : une invitée à la réception (Pearl Hackney)
- 1970 : Melinda : Mrs. Hatch (Mabel Albertson)
- 1970 : Une messe pour Dracula : Martha Hargood (Gwen Watford)
- 1970 : Les Cicatrices de Dracula : Tania (Anouska Hempel)
- 1971  : Les Complices de la dernière chance : Monique (Colleen Dewhurst)
- 1971 : Les Brutes dans la ville : Alvira (Stella Stevens)
- 1971 : Dr Jekyll et Sister Hyde : Mme Spencer (Dorothy Alison)
- 1972 : Dracula 73 : la matronne, mère de Charles (Lally Bowers)
- 1973 : Amarcord : Miranda, mère de Titta (Pupella Maggio)
- 1973 : Ludwig : Le Crépuscule des dieux : la comtesse Ida Ferenczy (Nora Ricci )
- 1976 : Victoire à Entebbé : la femme belge (Erica Yohn)
- 1976 : Complot de famille : Mrs. Clay (Edith Atwater)

### Télévision

#### Séries télévisées
- 1973 : Frankenstein : Francoise DuVal (Margaret Leighton)
- 1973 : Columbo : Mme Peck (Jeanette Nolan, saison 2, épisode 8)

## Théâtre
- 1945 : Lorenzaccio d'Alfred de Musset, mise en scène par Gaston Baty, Théâtre Montparnasse
- 1976 : Les Misérables, Théâtre des Célestins, Lyon[7]. avec Jean Marais et Fernand Ledoux